# Temporada 1977-78 de los Detroit Pistons
La temporada 1977-78 fue la trigésima de los Pistons en la NBA, y la vigesimoprimera en su localización de Detroit, Míchigan. La temporada regular acabaron con 38 victorias y 44 derrotas, ocupando la novena posición de la Conferencia Oeste, no logrando clasificarse para los playoffs.

## Elecciones en elDraft
| Ronda | Puesto | Jugador      | Posición  | Nacionalidad   | Universidad      |
| ----- | ------ | ------------ | --------- | -------------- | ---------------- |
| 2     | 36     | Ben Poquette | Ala-Pívot | Estados Unidos | Central Michigan |

## Temporada regular
| División Medio Oeste | División Medio Oeste | División Medio Oeste | División Medio Oeste | División Medio Oeste | División Medio Oeste | División Medio Oeste | División Medio Oeste | División Medio Oeste |
| Equipo               | G                    | P                    | %                    | PD                   | Casa                 | Fuera                | Div                  |                      |
| -------------------- | -------------------- | -------------------- | -------------------- | -------------------- | -------------------- | -------------------- | -------------------- | -------------------- |
| y-Denver Nuggets     | 48                   | 34                   | .585                 | –                    | 33–8                 | 15–26                | 11–9                 |                      |
| x-Milwaukee Bucks    | 44                   | 38                   | .537                 | 4                    | 28–13                | 16–25                | 14–6                 |                      |
| Chicago Bulls        | 40                   | 42                   | .488                 | 8                    | 29–12                | 11–30                | 8–12                 |                      |
| Detroit Pistons      | 38                   | 44                   | .463                 | 10                   | 24–17                | 14–27                | 8–12                 |                      |
| Indiana Pacers       | 31                   | 51                   | .378                 | 17                   | 21–20                | 10–31                | 8–12                 |                      |
| Kansas City Kings    | 31                   | 51                   | .378                 | 17                   | 22–19                | 9–32                 | 11–9                 |                      |

## Estadísticas
| Rk | Jugador        | Edad | P  | PT | MP   | TC  | TCI  | %TC  | TL  | TLI | %TL  | RO  | RD  | RT   | AS  | RB  | TAP | BP  | FP  | PTS  |
| -- | -------------- | ---- | -- | -- | ---- | --- | ---- | ---- | --- | --- | ---- | --- | --- | ---- | --- | --- | --- | --- | --- | ---- |
| 1  | Bob Lanier     | 29   | 63 |    | 36.7 | 9.9 | 18.4 | .537 | 4.7 | 6.1 | .772 | 3.1 | 8.2 | 11.3 | 3.4 | 1.3 | 1.5 | 3.6 | 2.9 | 24.5 |
| 2  | John Shumate   | 25   | 62 |    | 35.0 | 5.1 | 10.0 | .508 | 5.3 | 6.6 | .797 | 2.0 | 6.9 | 8.9  | 2.0 | 1.2 | 0.7 | 3.0 | 2.3 | 15.5 |
| 3  | Eric Money     | 22   | 76 |    | 33.6 | 7.9 | 15.8 | .500 | 2.8 | 3.9 | .718 | 1.2 | 1.6 | 2.8  | 4.7 | 1.6 | 0.2 | 4.2 | 3.1 | 18.6 |
| 4  | M.L. Carr      | 27   | 79 |    | 32.4 | 4.9 | 10.8 | .455 | 2.5 | 3.4 | .738 | 2.6 | 4.5 | 7.1  | 2.3 | 1.9 | 0.3 | 2.7 | 3.1 | 12.4 |
| 5  | Chris Ford     | 29   | 82 |    | 31.5 | 4.6 | 9.5  | .481 | 1.4 | 1.9 | .734 | 1.4 | 1.8 | 3.3  | 4.6 | 2.0 | 0.2 | 2.8 | 2.2 | 10.5 |
| 6  | Leon Douglas   | 23   | 79 |    | 25.2 | 4.1 | 8.4  | .481 | 2.8 | 4.4 | .641 | 2.3 | 5.1 | 7.4  | 1.4 | 0.7 | 0.6 | 2.5 | 3.7 | 10.9 |
| 7  | Jim Price      | 28   | 34 |    | 24.7 | 4.5 | 10.7 | .421 | 2.5 | 3.0 | .816 | 0.8 | 2.2 | 3.0  | 3.0 | 1.3 | 0.1 | 2.2 | 2.4 | 11.5 |
| 8  | Ralph Simpson  | 28   | 32 |    | 23.1 | 4.5 | 10.8 | .413 | 1.7 | 2.0 | .844 | 0.8 | 1.7 | 2.6  | 2.7 | 1.0 | 0.1 | 2.4 | 1.5 | 10.6 |
| 9  | Marvin Barnes  | 25   | 12 |    | 22.4 | 4.4 | 9.8  | .449 | 1.2 | 2.4 | .483 | 2.3 | 5.3 | 7.6  | 1.6 | 0.6 | 0.9 | 2.4 | 3.6 | 10.0 |
| 10 | Al Skinner     | 25   | 69 |    | 18.5 | 2.6 | 5.6  | .468 | 1.8 | 2.3 | .774 | 0.8 | 1.7 | 2.5  | 1.6 | 0.8 | 0.2 | 1.9 | 3.0 | 7.0  |
| 11 | Gus Gerard     | 24   | 47 |    | 17.1 | 3.3 | 7.6  | .434 | 1.4 | 2.0 | .688 | 1.0 | 2.1 | 3.1  | 0.9 | 0.7 | 0.5 | 1.1 | 2.0 | 7.9  |
| 12 | Willie Norwood | 30   | 16 |    | 16.3 | 2.1 | 5.1  | .415 | 1.3 | 1.8 | .690 | 1.7 | 1.7 | 3.4  | 0.9 | 0.8 | 0.2 | 1.1 | 2.8 | 5.5  |
| 13 | Kevin Porter   | 27   | 8  |    | 15.9 | 1.8 | 3.9  | .452 | 1.1 | 1.6 | .692 | 0.6 | 1.3 | 1.9  | 4.5 | 0.6 | 0.0 | 1.5 | 2.3 | 4.6  |
| 14 | Al Eberhard    | 25   | 37 |    | 15.6 | 1.9 | 4.3  | .444 | 1.1 | 1.6 | .672 | 1.0 | 1.8 | 2.8  | 0.7 | 0.4 | 0.1 | 0.6 | 1.7 | 4.9  |
| 15 | Howard Porter  | 29   | 8  |    | 13.4 | 2.0 | 5.4  | .372 | 0.5 | 0.9 | .571 | 0.6 | 1.5 | 2.1  | 0.3 | 0.4 | 0.6 | 0.6 | 1.9 | 4.5  |
| 16 | Ben Poquette   | 22   | 52 |    | 12.0 | 1.8 | 4.3  | .422 | 0.8 | 1.2 | .700 | 1.0 | 1.8 | 2.8  | 0.4 | 0.2 | 0.4 | 0.8 | 1.3 | 4.5  |
| 17 | Jim Bostic     | 25   | 4  |    | 12.0 | 3.0 | 5.5  | .545 | 0.5 | 1.3 | .400 | 2.0 | 2.0 | 4.0  | 0.8 | 0.0 | 0.0 | 0.8 | 1.3 | 6.5  |
| 18 | Wayman Britt   | 25   | 7  |    | 2.3  | 0.4 | 1.4  | .300 | 0.4 | 0.6 | .750 | 0.1 | 0.4 | 0.6  | 0.3 | 0.1 | 0.0 | 0.1 | 0.4 | 1.3  |

## Galardones y récords
| Jugador    | Galardón |
| Bob Lanier | All-Star |